# Bit-Amukkani
Bit-Amukkani va ser un dels sis estats que els arameus (o caldeus com els anomenaven a Babilònia) van fundar al sud de Mesopotàmia. La seva situació és desconeguda, però era a la part del sud propera al golf Pèrsic, probablement a la part de l'Eufrates. Bit-Amukkani es menciona en algunes campanyes assíries i a la crònica de Babilònia. Per nom d'una de les seves ciutats, Shaparraie, se suposa que en formava part la ciutat de Sippar (Siparaini en babiloni, que seria la mateixa que Šaparraie en accadi), però sembla massa al nord; Bit Dakkuri s'accepta generalment que estava situada al nord de Bit Amukkani i al sud de Babilònia (a la regió de Borsippa).
A Babilònia, l'any 734 aC Nabu-Nadinzer havia succeït al seu pare Nabonassar però el 732 aC va ser assassinat per un usurpador Nabu-Shumukin III. Llavors els arameus o caldeus es van unir i van fer un atac amb èxit a la capital quan el nou rei portava només unes setmanes de regnat. Els caldeus van posar al tron a un dels seus caps, Ukinzer, príncep de Bit-Amukkani. Els nous senyors de Babilònia es van apoderar de les terres dels grans propietaris (molts dels quals eren dignataris sacerdotals) i dels rics en general, que van demanar la intervenció del rei d'Assíria, però aquest estava encara ocupat a Damasc i en l'expedició a Aràbia. El 731 aC finalment Teglatfalassar III va marxar al país. En el seu camí pel país va xocar primer amb la tribu de Silani o Bit Shilani i després amb la tribu de Sa'alli o Bit Shaalli. Ukinzer va abandonar Babilònia i es va refugiar al territori de la seva pròpia tribu, els Bit-Amukkani, i es va tancar a la seva capital Sapi o Sapia. Teglatfalassar el va comminar a la rendició, però segurament l'any ja estava avançat i Ukinzer va decidir resistir, doncs no es podia sotmetre la ciutat en un setge regular. El rei assiri es va acontentar de moment en devastar la rodalia de la ciutat sense deixar ni un sol poble o llogaret. Altres prínceps caldeus (arameus) van començar a acostar-se al rei assiri: Balasu o Belesys, cap de la tribu Bit Dakkuri, va enviar or, plata i pedres precioses com a tribut. El mateix va fer Nadin o Nadina de Larak. El principal cap dels caldeus era Merodach-baladan (Mardukaplaiddin), de la tribu Bit Yakin al País de la Mar, que mai havia estat sotmès a Assíria, però aquesta vegada es va presentar durant el setge de Sapia i va entregar tribut en or, pedres precioses, fustes escollides, vestits brodats i ramats, al rei assiri.
El 730 aC no s'esmenta cap fet i el 729 aC Teglatfalassar tornava a ser a Babilònia i aquesta vegada va poder conquerir Sapi o Sapia. Teglatfalassar va deposar Ukinzer, i va decidir que no hi hauria més prínceps natius i ell mateix va acabar proclamant-se rei a Babilònia.
Sennàquerib en una de les seves expedicions a Babilònia diu que va assolar les ciutats de Bit-Amukkani i altres, en total 39 ciutats fortificades i emmurallades amb 350 pobles petits dins dels seus límits. Bit Kapsi, Bit Sangi i Bit Urzakki són esmentats com estats tribals a la rodalia.